# Ferdinand Reiff
Ferdinand Reiff (* 25. Juni 1897 in Köln; † 28. Juni 1991 in Mannheim) war ein deutscher Chemiker und Hochschullehrer.
Reiff promovierte 1922 an der Universität Leipzig und habilitierte sich 1932 an der Universität Marburg. Dort lehrte er als Privatdozent und wurde 1939 außerordentlicher Professor. Von 1941 bis 1945 war er an der Universität Berlin tätig. Reiff wurde 1933 SA-Mitglied und unterzeichnete das Bekenntnis der deutschen Professoren zu Adolf Hitler.
Nach Kriegsende leitete er ab 1947 das Forschungslabor der Zellstofffabrik Waldhof ("Zewa") und nahm zusätzlich einen Lehrauftrag an der Universität Heidelberg wahr. Ab 1960 war er bei der Chemischen Fabrik Joh. A. Benckiser ("Calgon") beschäftigt, wo er 1966 Geschäftsführer wurde.

## Schriften
- Untersuchungen über die Beziehung zwischen der Leistung eines Leclanché-Elementes und dem Adsorptionsvermögen des Graphits für Wasserstoff [= Dissertation 1922]
- Saure Eigenschaften von Metallsalzhydraten, Zeitschrift f. anorgan. u. allg. Chemie. Bd. 208, Leipzig 1932 [= Marburger Habilitationsschrift]
- Mitautor: Die Hefen, 2 Bde., Nürnberg 1960–1962